# Jean de Brie
Jean (ou Jehan) de Brie, dit le Bon Berger, né vers 1340 ou 1349 à Villiers-sur-Rognon, hameau d'Aulnoy, et mort après 1380, est l'auteur d'un traité sur l’élevage des ovins, rédigé à la demande du roi de France Charles V le Sage, et publié en 1379.

## Biographie
Issu d'une famille paysanne, il garde les oies à Aulnoy à l'âge de 8 ans, puis pendant un an, les pourceaux dans une ferme de Nolongues près de Coulommiers. Il apprend ainsi à s'occuper de presque tous les animaux domestiques, mais blessé à deux reprises, par un cheval, puis par une vache,  il redoute la garde du gros bétail.
Il est alors chargé de garder des agneaux, puis des moutons. Sa réputation locale grandit, car il ne perd aucune bête. À l'âge de 11 ans, on lui confie 420 agneaux puis 120 moutons. Sa renommée s'étend à l'échelle de la province. À 14 ans, il quitte Nolongues pour aller à Messy où il s'occupe de 200 brebis pleines avec succès.
Il est alors remarqué par Matthieu de Poumolain, conseiller du Roi, qui l'engage comme « clavier » à l'Hôtel de Messy, c'est-à-dire « gardien des clés » d'un château ou d'un domaine (poste d'autorité et de responsabilité dans l'administration médiévale). Après trois ans de service, Poumolain finance Jehan de Brie pour qu'il fasse des études à Paris. 
Il étudie donc dans un établissement de la rue du Fouarre, où se trouvaient les établissements universitaires de l'époque. Il loge dans des dépendances de la Sainte-Chapelle, et c'est le chanoine de celle-ci, Jehan de Metomesnil qui le présente au roi Charles V. Ce roi, dit le Sage, était réputé pour son bon jugement des hommes et son amour des livres. Jehan de Brie est ainsi chargé de mettre par écrit son savoir et son expérience, dans un « Traité de l'état, science et pratique de l'art de la Bergerie », traité qui sera publié en 1379 sous le titre « Le Bon berger ».
Après cette date, les historiens perdent la trace de Jehan de Brie.

## Œuvre

### Contexte et texte
Durant le XIVe siècle, l'élevage ovin était la principale ressource de l'agriculture française. Le nombre de moutons était 20 fois supérieur et la production de laine 4 fois supérieure à ce qui sera celle du XIXe siècle. Sur les plaines de la Brie, l'élevage des moutons était plus rentable que la culture des céréales. D'où l'intérêt du roi pour l'art de la bergerie, qui se transmettait oralement de génération en génération de bergers passant toute leur vie à garder les bêtes.
Le manuscrit de Jean de Brie semble avoir été perdu, car on ne sait pas s'il existe encore aujourd'hui. Le contenu est connu grâce à plusieurs éditions imprimées au XVIe siècle, dont celle de Paris 1514  Le Bon Berger, ou le Vray régime et gouvernement des bergers et bergères, composé par le rustique Jehan de Brie, le bon berger, réimprimée au XIXe siècle (1879, par Isidore Liseux, Paris). 
En mai 2025, il est édité par les éditions Les Belles Lettres dans la collection "La roue à livres" dans un texte traduit du moyen français, présenté et annoté par Jean-François Kosta-Théfaine sous le titre Traité de l'art de bergerie.

### Intérêt vétérinaire
Dans cette œuvre, Jehan de Brie est le premier à décrire la fasciolose, maladie parasitaire du mouton. Il attribue la maladie à la consommation d'une mauvaise herbe (dauve) poussant sur les terrains marécageux. Cette dauve 
« par sa corruption sur le foye sont engendrez une manière de vers qui par pourriture ont vie et mengent et corrompent tout le foye de la beste : dont elle est mise à mort par l'infection de ladicte male herbe. »
Le terme français douve du foie dérive du terme dauve utilisé en 1379 par Jehan de Brie. Pour prévenir cette maladie qui sévit au début du printemps, Jehan de Brie recommande aux bergers de ne pas amener leurs bêtes sur des terres marécageuses.